# Astrit Ajdarević
Astrit Ajdarević (Pristina, 17 de abril de 1990) é um futebolista profissional sueco que atua como meia. Atualmente, defende o AEK Atenas.

## Carreira

### Falkenbergs FF
Ajdarević se profissionalizou no Falkenbergs FF, da Suécia, em 2006.

### AEK Atenas
Ajdarević se transferiu para o AEK Atenas, em 2016.

## Seleção
Astrit Ajdarević fez parte do elenco da Seleção Sueca de Futebol nas Olimpíadas de 2016, sendo o capitão da equipe.

## Títulos
AEK Atenas
- Superliga Grega: 2017–18